# Tjesnac Litke
Tjesnac Litke (rus. Пролив Литке) je tjesnac u Karaginskom zaljevu u Beringovom moru, smješten uz sjeveroistočnu obalu poluotoka Kamčatke, u Kamčatskom kraju na ruskom Dalekom istoku. Tjesnac razdvaja otok Karaginski od kopna. Dobio je ime po njemačko-ruskom istraživaču Friedrichu Benjaminu von Lütkeu, poznatijem po svojem ruskom imenu Fedor Petrovič Litke.